# Crkva Uznesenja BDM u Bastu
Crkva Uznesenja Blažene Djevice Marije (Velike Gospe) u selu Bastu, općina Baška Voda, jednobrodna je građevina s pravokutnom apsidom. Nalazi se usred groblja na kojem ima stećaka. Glavno pročelje crkve ima vrata uokvirena pragovima s motivom "štapa", nad njima okulus, a vrh zabata je zvonik na preslicu s tri lože za zvona. Preslica je ukrašena florealnim ukrasom. Crkva je svođena bačvastim svodom, na bočnim zidovima su mramorni oltari Uznesenja Blažene Djevice i sv. Josipa. U strukturi zidanja uočavaju se različite faze gradnje.

## Zaštita
Pod oznakom Z-5283 zavedena je kao nepokretno kulturno dobro - pojedinačno, pravna statusa zaštićena kulturnog dobra, klasificirano kao "sakralna graditeljska baština".